# Каліна Бовелл
Каліна Бовелл (англ. Kalena Bovell) — американська диригентка. Станом на 2020 рік є єдиною афро- та латиноамериканською диригенткою у США. Працює асистенткою диригента симфонічного оркестру Мемфіса.

## Біографія
Каліна Бовелл народилася й виросла у Лос-Анджелесі, куди її батьки переїхали з Панами. Почала співати у дев'ять років, а класичною музикою зацікавилася, після того як в одинадцять приєдналася до початкового класу струнно-смичкових інструментів. Наступні сім років вона навчалася грі на скрипці самостійно, а перший приватний урок взяла, вже коли їй виповнилося 18. Виявила свою любов до диригування на другому курсі в Чапменському університеті, який закінчила 2009 року. Також відвідувала школу Гартта.

## Робота
Бовелл працювала директоркою оркестру в школі «Луміс Чаффі», в 2015 році поставила «Лебедину принцесу» — адаптацію «Лебединого озера» Чайковського.
2017 року «Чикаго Триб'юн» написала про її «блискуче» диригування «Слов'янськими танцями» (op. 46 № 2 та op. 72 № 7) Антоніна Дворжака.
Каліна Бовелл стала асистенткою диригента симфонічного оркестру Мемфіса в 2019 році. Станом на  2020 Бовелл — єдина афро-американська та латиноамериканська диригентка у США.